# Káldor Antal
Káldor Antal (Budapest, 1925. június 15. – Budapest, 2005. december 24.) belgyógyász, farmakológus, az orvostudományok kandidátusa (1965), doktora (1977).

## Életpályája
Káldor (Klein) Sándor (1893–1960) kereskedő és Weidinger Júlia gyermekeként született. Hárman voltak testvérek. Középiskolai tanulmányait a Budapest II. kerületi Magyar Királyi Állami Mátyás Király Gimnáziumban végezte, ahol 1943-ban jeles eredménnyel érettségi vizsgát tett. 1943–1944-ben a Charité Poliklinika laboránsa volt, majd a második világháború végén származása miatt behívták munkaszolgálatra. A háborút követően beiratkozott a budapesti Pázmány Péter Tudományegyetem Orvostudományi Karára. 1951-ben általános orvosi oklevelet szerzett. 1951 és 1955 között a Honvéd Tiszti Kórház csapatorvosa, osztályos orvosa volt. 1955-ben belgyógyász szakorvosi vizsgát tett. 1955 és 1959 között a Budapesti Orvostudományi Egyetem (BOTE) egyetemi tanársegéde, 1959 és 1967 között a BOTE, illetve SOTE II. sz. Belgyógyászati Klinika osztályvezető egyetemi tanársegéde, 1967 és 1977 között tudományos osztályvezető főorvosa volt. 1977 és 1982 között a Szent János Kórház I. sz. Belgyógyászati Osztályának igazgató főorvosa. 1982 és 1992 között az Orvostovábbképző Egyetem, illetve a Haynal Imre Egészségtudományi Egyetem I. sz. Belgyógyászati Klinika egyetemi tanára. 1964-ben a londoni Guy’s Hospital ösztöndíjasa volt, majd 1969-ben WHO-ösztöndíjasként Glasgowban és Londonban járt. 1959 és 1963 között az Orvosi Hetilap munkatársa volt.
Házastársa Forgács Lilla orvos, a Kőbányai Gyógyszergyár Orvosi Osztályának vezetője.

## Tisztségei
- A Magyar Diabetes Társaság alapító főtitkára (1970–1972)
- Magyar Farmakológiai Társaság Klinikai Szekciójának titkára (1967-től)
- International Society of Clinical Pharmacology alelnöke (1972-től)

## Művei
- Tetrajod-phenolphtalein kicsapódása alacsony albumin–globulin kvóciensű szérumokban. Braun Pállal, Kisfaludy Sándorral. (Orvosi Hetilap, 1950. 47.)
- Vizsgálatok az egyes májfunkciók közti „vetélkedés” kérdéséről. Szabó Györggyel. (Orvosi Hetilap, 1950. 48.)
- Papírchromatographiás vizsgálatok. 1. Aminosav-keverékek analysise. Braun Pállal, Kisfaludy Sándorral. (Orvosi Hetilap, 1951. 37.)
- Vérnyomásméréses vizsgálatok csapatnál. (Honvédorvos, 1952)
- „Vetélkedés” a májon és a vesén át ürülő anyagok között. Braun Pállal, Szabó Györggyel. (Magyar Belorvosi Archívum, 1952, angolul: Competition between Substances Excreted by the Liver and the Kidney. Acta Medica, 1953)
- A csapatorvosi gyakorlatban előforduló eszméletvesztésekről. – A Thorm-próba felhasználása fekélybetegség aktivitásának megítélésére. Várkonyi Andrással. (Katonaorvosi Szemle, 1954)
- Rheumás láz és endocarditis lenta együttes előfordulása. Kincses Antallal, Németh Gyulával. (Orvosi Hetilap, 1954. 29.)
- Intravénás dextroze hatása a keringő eosinophil sejtek számának változására. Várkonyi Andrással. (Orvosi Hetilap, 1955. 32.)
- Adatok az essentialis hypertonia és az ulcus összefüggéséhez. Gömöri Pállal, Rubányi Pállal. (Magyar Belorvosi Archívum, 1956)
- Eosinophilia a mellkasi izzadmányban INH-kezelés kapcsán. Németh Gyulával. (Orvosi Hetilap, 1956. 27.)
- Fruktose-tartalmú csicsókaméz alkalmazása cukorbetegek étrendjének kiegészítésére. Láng Edittel. (Orvosi Hetilap, 1958. 26. németül, angolul és franciául: Therapia Hungarica, 1958)
- Adatok az orális antidiabetikumok hatásmechanizmusához. Pogátsa Gáborral. (Orvosi Hetilap, 1958. 49.)
- Effect of Tolbutamide on Bile Secretion. – The Mode of Action of Oral Antidiabetic Compounds. Pogátsa Gáborral. (Lancet, 1959)
- Májszeletek glykogenolysisének gátlása Tolbutamiddal. Pogátsa Gáborral. (Orvosi Hetilap, 1959. 16.)
- A koszorúér-megbetegedések sebészi kezelésének mai állása. (Orvosi Hetilap, 1959. 36.)
- Az oralis antidiabetikumok használata. (Orvosi Hetilap, 1959. 42.)
- Tolbutamid hatása a széntetraklorid okozta májártalomra. Szinay Gyulával. (Orvosi Hetilap, 1959. 52.)
- Direct Inhibition of Hepatic Glycogenolysis by Tolbutamide. Pogátsa Gáborral. (Lancet, 1960)
- A vincamin vércukorcsökkentő hatásának vizsgálata. Szabó Zoltánnal. (Kísérletes Orvostudomány, 1960)
- Tolbutamid hatása az epeelválasztásra. Pogátsa Gáborral. (Orvosi Hetilap, 1960. 20.)
- Adatok a Carbutamid idegrendszeri hatásához. (Orvosi Hetilap, 1960. 45.)
- A Magyar Belgyógyász Kongresszus előadásai. Budapest, 1960. november 22–26. Szerk. (Budapest, 1961)
- Adatok a Carbutamid „cholagog” hatásához. Buzási Györggyel, Pogátsa Gáborral. (Magyar Belorvosi Archívum, 1961)
- A cukorbetegség per os kezelésének újabb eredményei. (Orvosi Hetilap, 1961. 49.)
- The Direct Hepatic Action of Oral Hypoglycaemic Agents. Pogátsa Gáborral. (Acta Medica, 1962)
- A szulfanilurea-készítmények hatása a máj cukorleadására. Pogátsa Gáborral. (Orvosi Hetilap, 1962. 42.)
- Klinikai tapasztalatok Oradiannal. Pálos Ádám Lászlóval. (Orvosi Hetilap, 1962. 44.)
- Chlorpropamide hatása a máj glykoneogenesisére. Pogátsa Gáborral. (Orvosi Hetilap, 1962. 51. angolul: Effect of Chlorpropamide on Urea Synthesis and Glyconeogenesis in the Liver. Diabetes, 1965)
- Adatok a vércukorcsökkentő szulfonilureák hatásához. Kand. értek. (Budapest, 1963)
- Über die Wirkung des Chlorpropamid auf die Glykoneogenese der Leber. Pogátsa Gáborral. (Acta Medica, 1963)
- Carbutamid és 2-desoxy-D-glukóz hatása a máj cukoranyagcseréjére. Pogátsa Gáborral, Rózsa Katalinnal. (Orvosi Hetilap, 1963. 46.)
- Inzulin – orális antidiabetikumok. (A terápia aktuális kérdései. Szerk. Braun Pál és Fekete György. Budapest, 1964)
- Insulin, Bucarban és 2-desoxy-D-glukóz hatása alkohollal mérgezett állatokban. Többekkel. (Orvosi Hetilap, 1964. 10.)
- Hypoglykemizáló szulfonilureák hatása a máj isoproterenol okozta glycogenolysisére. Pogátsa Gáborral, Vizi E. Szilveszterrel. (MTA V. Osztálya Közleményei, 1965)
- A szűrővizsgálatok jelentősége diabetesben. Pogátsa Gáborral. (Orvosképzés, 1965)
- Cukorbetegek szűrővizsgálata Budapesten. Pogátsa Gáborral, Rados Máriával. (Orvosi Hetilap, 1966. 48.)
- Klinikai pharmacologia. Egy. tankönyv. (Budapest, 1967)
- Adatok a chlorothiazidok diabetogen hatásának mechanizmusához. Pogátsa Gáborral. (Orvosi Hetilap, 1967)
- Alpha-methyldopa a hipertónia kezelésében. (Magyar Belorvosi Archívum, 1968 és A hipertónia gyógyszeres kezeléséről. A Magyar Belgyógyász Társaság tudományos ülése. Szerk. Lehoczky Dezső. Budapest, 1968)
- A hipertónia korszerű kezelésének klinikofarmakológiai elvei. Gömöri Pállal. (Orvosképzés, 1968)
- Antihipertenzív szerek hatása az intrinsic szívfrekvenciára. Juvancz Péterrel. (Orvosi Hetilap, 1969. 22.
- angolul: Effect of Antihypertensive Drugs on the Intrinsic Heart Rate. British Medical Journal, 1969)
- A plasma K-strophantosid-szint alakulása. Somogyi Györggyel. – Vércukorcsökkentő sulphonylurea-készítmények hatása a katecholaminok által fokozott máj-glycogenolysisre. Juvancz Péterrel. (Orvosi Hetilap, 1969)
- Propanolol hatása a patkánymáj glycogenszintjére. Pogátsa Gáborral. (Orvosi Hetilap, 1970)
- Disulfiram hatása a vér katecholamin szintjére emberen. Juvancz Péterrel. Demeczky Mihálynéval. (Orvosi Hetilap, 1971. 22.)
- A helyiérzéstelenítő-hatás szerepe a patkánymáj glycogen-lebomlásának gátlásában. Pogátsa Gáborral, Vizi E. Szilveszterrel. (Orvosi Hetilap, 1971. 23.)
- A plasma digitalis koncentrációja digitalis mérgezésben. Jankovics Annával, Somogyi Györggyel. (Orvosi Hetilap, 1971. 25.)
- Az alpha-methyldopa metabolizmusának fokozása barbituráttal, emberen. Többekkel. (Orvosi Hetilap, 1971. 47.)
- Gyógyszerek klinikai értékelésének tervezése és szervezése. A béta-receptor gátlók pharmacológiája. (Az orvostudomány aktuális problémái. 13. Budapest, 1972)
- A liquor cerebrospinalis digitalis szintjének vizsgálata. Jankovics Annával, Somogyi Györggyel. (Orvosi Hetilap, 1972. 14.)
- A dygoxin felszívódásának összehasonlító vizsgálata decompensáltakon és hipertóniásakon. Kocsis Ferenccel, Pogátsa Gáborral. (Orvosi Hetilap, 1972. 30.)
- Thiazidok hatása a cukorbetegségre. Kocsis Ferenccel, Pogátsa Gáborral. (Orvosi Hetilap, 1972. 36.)
- Leucin hatása a máj szénhidrát-anyagcseréjére. Nékám Kristóffal, Pogátsa Gáborral. (Orvosi Hetilap, 1972. 47.)
- A klinikai pharmacologia elvei és módszerei. A gyakorló orvos és a gyógyszer. (A gyakorló orvos enciklopédia. I–IV. kötet. Budapest, 1973)
- Nonpharmacological Influences on Therapeutic Efficacy. Folly Gáborral, Sebestyén Katalinnal. (British Medical Journal, 1973)
- Adatok a guanethidin anyagcserehatásához. Pogátsa Gáborral. (Orvosi Hetilap, 1973. 9.)
- A placebohatás vizsgálata antihipertenzív szerek értékelésében. Folly Gáborral, Sebestyén Katalinnal. (Orvosi Hetilap, 1973. 38.)
- Guanethydin és Reserpin hatása az angiotensin érzékenységre emberen. Többekkel. (Orvosi Hetilap, 1974. 49.)
- A gyógyszerek váratlan és nem kívánatos hatásait regisztráló monitorszisztémáról. (Az orvostudomány aktuális problémái. 22. Bp., 1975)
- Gyógyszerhatások, mellékhatások és interakciók vizsgálata emberben. A keringésre ható egyes gyógyszerek vizsgálata. Doktori értek. (Bp., 1975)
- A gyógyszerhasználat néhány problémája. (Népegészségügy, 1975)
- Alphamethyldopa és phenobarbital hatása az angiotensin érzékenységre és a renin aktivitásra emberen. Többekkel. (Orvosi Hetilap, 1975. 1.)
- A szív glikozidák és a phonbarbital kölcsönhatásáról. Többekkel. (Orvosi Hetilap, 1975. 14.)
- Propranolol hatása a plasma renin szintre és az angiotensin érzékenységre emberen. Gachályi Bélával, Kállay Miklóssal. (Orvosi Hetilap, 1975. 27.)
- Az intrinsic szívfrekvencia vizsgálata diabetes neuropathiában. Többekkel. (Orvosi Hetilap, 1977. 13.)
- A clonidin – Haemiton® – hatása a plazma renin szintjére és az angiotensin érzékenységre, emberen. Gachályi Bélával. (Orvosi Hetilap, 1978. 25.)
- A gyógyszerrendelés néhány sajátossága belgyógyászati osztályokon. Hajós Péterrel, Péterfai Évával. (Népegészségügy, 1979)
- Egy új vegyület – m-trifluormetil-etilbenzilhidrol – hatása a máj kevert oxigenáz rendszerére. Gachályi Bélával, Szeberényi Szabolccsal. (Orvosi Hetilap, 1979. 1.)
- Az alfametildopa hatása a máj vegyes típusú oxigenáz rendszerére, emberen. Többekkel. (Orvosi Hetilap, 1979. 15.)
- Fenilbutazon és Tolbutamid interakciója emberen. Többekkel. (Orvosi Hetilap, 1979. 47.)
- Krónikus betegek ápolásának időtartama a belgyógyászati osztályon. Berlin Ivánnal. (Népegészségügy, 1980)
- Fogamzásgátlók hatása a szérum lipidekre, a gammaglutamyl-transpeptidázra és a D-glukársav ürítésre. Többekkel. (Orvosi Hetilap, 1980. 42.)
- A gyógyszer-információ hatékonyságának és a gyógyszerrendelés sajátosságainak vizsgálata egy megye körzeti orvosai körében. Matejka Zsuzsannával, Simon Kis Gáborral. (Népegészségügy, 1982)
- A páciens és a klinikai farmakológia. (Orvosi Hetilap, 1982. 12.)
- Az acetilátor fenotípus megoszlása. Az életkor hatása. Többekkel. (Orvosi Hetilap, 1984. 2.)
- A debrisoquin hidroxiláció polimorfizmusának vizsgálata. Többekkel. (Orvosi Hetilap, 1986. 38.)
- A humán szérum paraoxonáz-aktivitás polimorfizmusának vizsgálata gyermekekben. Többekkel. (Orvosi Hetilap, 1987. 12.)
- A humán szérum paraoxonáz polimorfizmus. Többekkel. (Orvosi Hetilap, 1987. 47.)
- Tallózás a klinikai farmakológiában. (Orvosi Hetilap, 1988. 10.)
- Infúzióban adagolt glucagon hatása a szalicilsav és az antipirin gyomor-bélrendszerből történő felszívódására. Többekkel. (Orvosi Hetilap, 1988. 48.)
- A gyógyszer okozta eosinophiluria. Domján Gyulával, Fekete Ferenccel. (Gyógyszereink, 1989)
- A gyógyszerterápia megkezdésének és befejezésének időpontja. (Medicina Thoracalis, 1996).

## Díjai, elismerései
- Kiváló Orvos (1979)
- Munka Érdemrend arany fokozata (1985)[5]